# Linum alpinum
Linum alpinum là một loài thực vật có hoa trong họ Linaceae. Loài này được Jacq. mô tả khoa học đầu tiên năm 1762.

## Hình ảnh

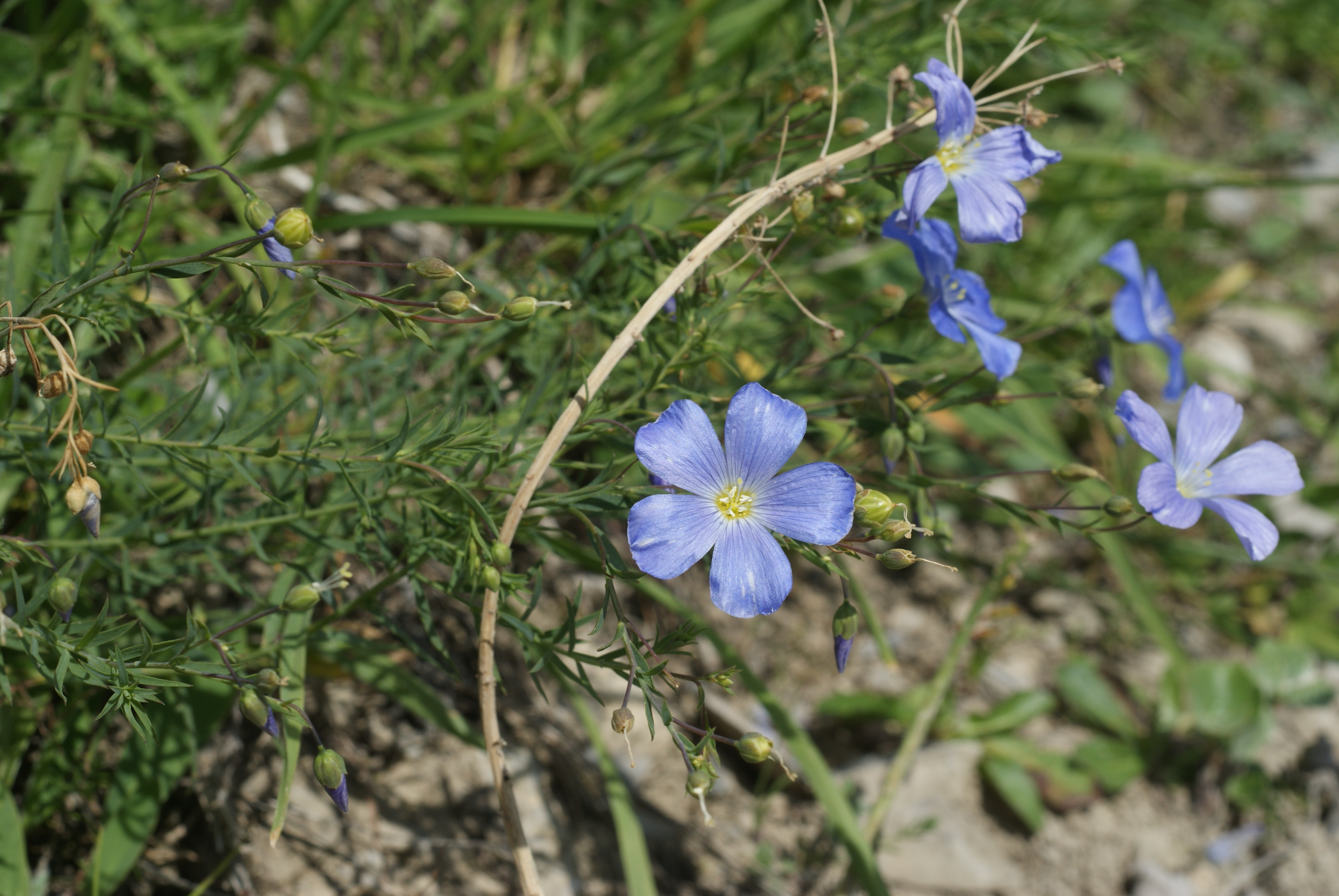